# Ливраменто, Дайлон
Дайлон Роша Ливраменто до Росарио (порт. Dailon Rocha Livramento do Rosario; род. 4 мая 2001, Роттердам, Южная Голландия) — кабо-вердианский футболист, нападающий клуба «Эллас Верона» и сборной Кабо-Верде.

## Клубная карьера
Ливраменто — воспитанник клубов «Эксельсиор» (Роттредам), «Спарта», «Эксельсиор» (Масслёйс) и НАК Бреда. В 2021 году игрок подписал контракт с «Родой». 26 октября 2021 года в матче Кубка Нидерландов против «Ден Босха» он дебютировал за основной состав. В этом же поединке Дайлон забил свой первый гол за «Роду». 7 февраля 2022 года в матче против «Волендама» он дебютировал в Эрстедивизи. Летом того же года Ливраменто перешёл в МВВ Маастрихт. 8 августа в матче против дублёров АЗ он дебютировал за новую команду. В поединке против АДО Ден Хааг Дайлон забил свой первый гол за МВВ Маастрихт. В следующем сезоне игрок забил 16 мячей и стал лучшим бомбардиром команды.
Летом 2024 года Ливраменто подписал контракт на четыре года в итальянским «Эллас Верона». 10 августа в поединке Кубка Италии против «Чезены» игрок дебютировал за основной состав. 18 августа в матче против «Наполи» он дебютировал в итальянской Серии A. В этом же поединке Дайлон забил свой первый гол за «Эллас Верона».

## Международная карьера
21 марта 2024 года в товарищеском матче против сборной Гайаны Ливраменто дебютировал за сборную Кабо-Верде.